# 横田準松
横田 準松（よこた のりとし）は江戸時代中期から後期の旗本。

## 来歴
横田栄松の三男として生まれ、横田清松の養子となる。宝暦元年（1751年）5月12日に小納戸となり、7月18日より西ノ丸勤務となり、8月23日に徳川家治附属の小姓となる。宝暦2年（1752年）12月16日、従五位下和泉守に叙任。宝暦10年（1760年）4月1日、家治の移徙により本丸勤務となる。宝暦11年（1761年）に小姓頭取、明和8年（1771年）7月20日に小姓組番頭格、および御用取次見習となる。
安永2年（1773年）7月18日に御側御用取次に就任。安永8年（1779年）12月15日に武蔵国入間郡で1000石を、天明7年（1787年）5月1日には更に3000石を加増され、合計9500石を領した（この時、当初は5000石を加増して大名にすることが一旦決定されていたが、大奥老女の意見により3000石に留められたという）。
この頃、松平定信を擁立しようとしていた徳川治済や徳川御三家は、将軍側近として権力を持っていた準松を失脚させようと画策し、大奥年寄の大崎に相談を持ち掛けるも、「非常に難しいことで手の打ちようがない」として断られていた。そうした中の天明7年（1787年）5月20日より江戸市中で天明の打ちこわしが発生、将軍徳川家斉はその真偽を確かめるため準松に尋ねたが、準松は平穏無事であるとして正しい情報を伝えなかった。しかし家斉は御庭番や大奥の女中、御側御用取次の小笠原信喜らから打ちこわしの実情を報告されて激怒し、不届を理由として5月29日に準松を御側御用取次から解任した（同時期、小笠原以外の御側御用取次である本郷泰行と田沼意致も解任された）。この準松の失脚により徳川治済らは松平定信の老中就任を実現できたという。
準松はその後、菊間広縁詰とされて役職に就くことなく、寛政2年（1790年）3月7日に57歳で死去した。